# Сьодерхамн
 Тази статия е за Сьодерхамн.  За едноименната община вижте Сьодерхамн (община).  
Сьодерхамн (на шведски: Söderhamn) е град в Източна Швеция.

## География
Градът е главен административен център на едноименната община Сьодерхамн, която е в състава на лен Йевлебори. Има жп гара и летище. Южната част на града е разположена по западния бряг на Ботническия залив. Население 11 761 жители от преброяването през 2010 г.

## История
Градът е основан през 1620 г. Сьодерхамн е един от 133-те града на Швеция, които имат статут на исторически градове.

## Архитектура
Една от архитектурните забележителности на Сьодерхамн е църквата „Улрика Елеонора“

## Личности
Родени
- Андерш Ленбери (р. 1964), шведски кинорежисьор
- Юхан Урему (р. 1986), шведски футболист
- Матиас Флурен (р. 1976), шведски футболист
- Петер Хансон (р. 1976), шведски футболист-национал
- Даниел Юрбери (1659 – 1736), шведски теолог
- Тумас Ютерщрьом (1931 – 1968), шведски джаз музикант
- Ян Юхансон (1931 – 1968), шведски пианист, композитор, аранжор и джаз музикант